# Фінал Кубка володарів кубків 1993
Фінал Кубка володарів кубків 1993 — футбольний матч для визначення володаря Кубка володарів кубків УЄФА сезону 1992/93, 33-й фінал змагання між володарями національних кубків країн Європи. 
Матч відбувся 12 травня 1993 року у Лондоні за участю володаря Кубка Італії 1991/92 «Парми» та володаря Кубка Бельгії 1991/92 «Антверпена». Гра завершилася перемогою італійців з рахунком 3-1, які здобули свій перший титул володарів Кубка володарів кубків.

## Шлях до фіналу
| Парма             | Парма     | Парма           | Парма           | 1992/93      | Антверпен        | Антверпен      | Антверпен       | Антверпен       |
| ----------------- | --------- | --------------- | --------------- | ------------ | ---------------- | -------------- | --------------- | --------------- |
| Суперник          | Результат | Перший матч     | Повторний матч  | Раунд        | Суперник         | Результат      | Перший матч     | Повторний матч  |
| Уйпешт            | 2–1       | 1–0 (вдома)     | 1–1 (на виїзді) | Перший раунд | Гленавон         | 2–2 (пен. 3-1) | 1–1 (на виїзді) | 1–1 дч (вдома)  |
| Боавішта          | 2–0       | 0–0 (вдома)     | 2–0 (на виїзді) | Другий раунд | Адміра Ваккер    | 7–6 (пен. 3-1) | 4–2 (на виїзді) | 3–4 дч (вдома)  |
| Спарта (Прага)    | 2–0       | 0–0 (на виїзді) | 2–0 (вдома)     | 1/4 фіналу   | Стяуа            | 1–1 (ч)        | 0–0 (вдома)     | 1–1 (на виїзді) |
| Атлетіко (Мадрид) | 2–2 (ч)   | 2–1 (на виїзді) | 0–1 (вдома)     | 1/2 фіналу   | Спартак (Москва) | 3–2            | 0–1 (на виїзді) | 3–1 (вдома)     |

## Деталі
| 12 травня 1993 |

| Парма                          | 3:1      | Антверпен     |
| ------------------------------ | -------- | ------------- |
| Мінотті 9' Меллі 30' Куогі 84' | Протокол | Северейнс 11' |

| Вемблі, Лондон Глядачів: 37 393 Арбітр: Карл-Йозеф Ассенмахер |

| Парма | Антверпен |

| В                |  | Марко Баллотта       |     |     |
| З                |  | Антоніо Бенарріво    |     |     |
| З                |  | Альберто Ді К'яра    | 32' |     |
| З                |  | Лоренцо Мінотті (к)  |     |     |
| З                |  | Луїджі Аполлоні      |     |     |
| З                |  | Жорж Грюн            |     |     |
| ПЗ               |  | Стефано Куогі        |     |     |
| ПЗ               |  | Даніеле Дзоратто     |     | 26' |
| Н                |  | Томас Бролін         |     |     |
| Н                |  | Алессандро Меллі     |     |     |
| Н                |  | Марко Озіо           |     | 75' |
| Запасні:         |  |                      |     |     |
| В                |  | Марко Феррарі        |     |     |
| З                |  | Сальваторе Матрекано |     |     |
| ПЗ               |  | Габріеле Пін         |     | 26' |
| ПЗ               |  | Фаусто Піцці         |     | 75' |
| Н                |  | Фаустіно Аспрілья    |     |     |
| Головний тренер: |  |                      |     |     |
| Невіо Скала      |  |                      |     |     |

| В                |  | Стеван Стоянович     |     |     |
| З                |  | Вім Кейкенс          |     |     |
| З                |  | Ніко Брокарт         | 82' |     |
| З                |  | Руді Смідтс (к)      |     |     |
| З                |  | Дідьє Сегерс         | 65' | 82' |
| ПЗ               |  | Ронні ван Реті       |     |     |
| ПЗ               |  | Руді Теманс          |     |     |
| ПЗ               |  | Ганс-Петер Ленгоф    |     |     |
| Н                |  | Драган Яковлєвич     |     | 51' |
| Н                |  | Алекс Чернятинський  |     |     |
| Н                |  | Франсіс Северейнс    | 37' |     |
| Запасні:         |  |                      |     |     |
| В                |  | Вім де Конінк        |     |     |
| З                |  | Герт Еммерехтс       |     |     |
| ПЗ               |  | Гаррі де Граеф       |     |     |
| ПЗ               |  | Патрік ван Вейрдегем |     | 51' |
| Н                |  | Нуреддін Мукрім      |     | 82' |
| Головний тренер: |  |                      |     |     |
| Вальтер Меєувс   |  |                      |     |     |